# Thomas Jarzombek

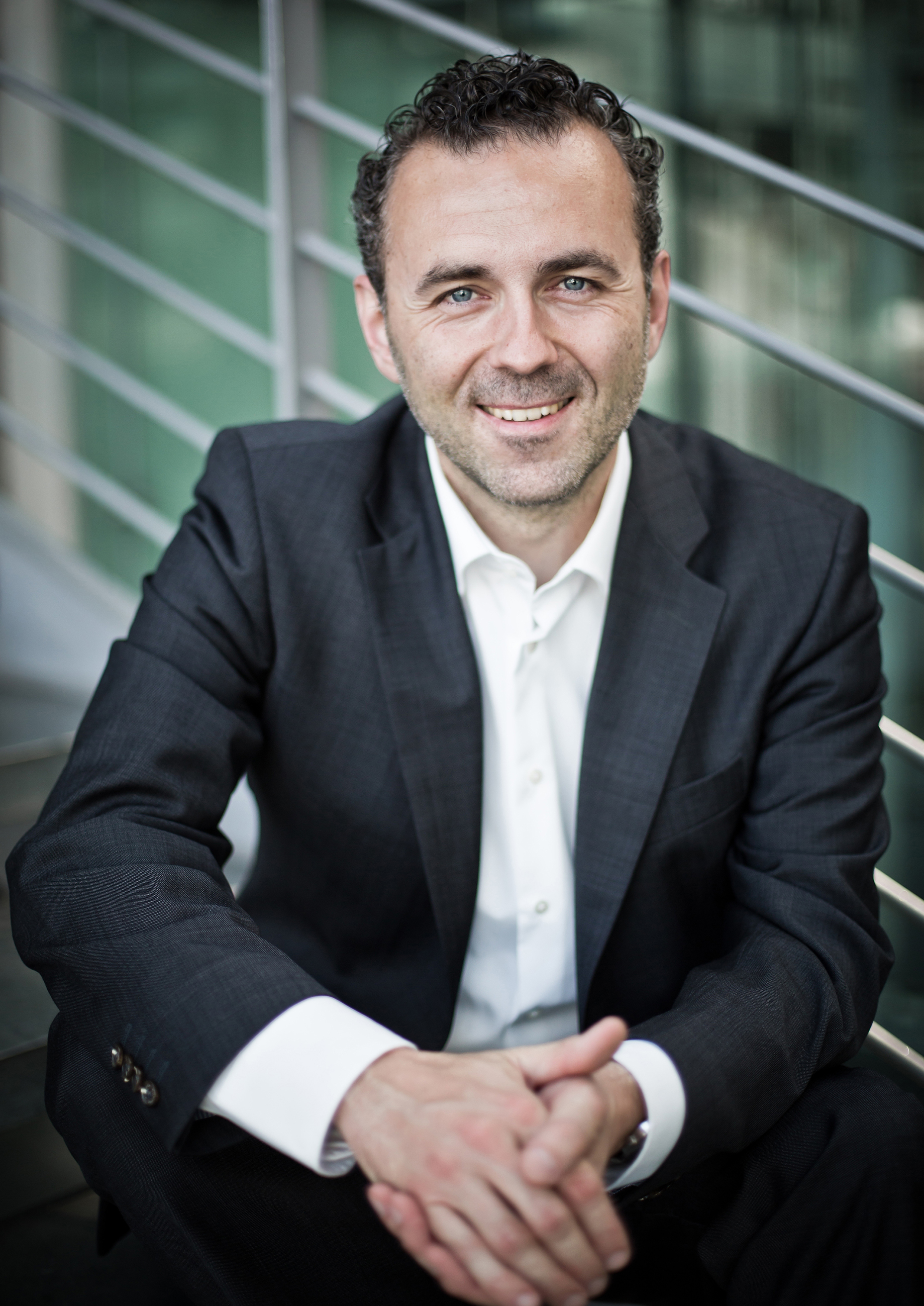
Thomas Jarzombek (2013)

Thomas Jarzombek (* 28. April 1973 in Düsseldorf) ist ein deutscher Politiker (CDU). Er ist seit 2009 Mitglied des Deutschen Bundestages und ist seit 2025 Parlamentarischer Staatssekretär beim Bundesminister für Digitales und Staatsmodernisierung. Von 2018 bis 2021 war er der Koordinator der Bundesregierung für die Luft- und Raumfahrt sowie von 2019 bis 2021 zudem Beauftragter des Bundeswirtschaftsministeriums für die Digitale Wirtschaft und Start-ups. Von 2005 bis 2009 war Jarzombek Mitglied des Landtages Nordrhein-Westfalen.

## Leben
Während seines Studiums der Betriebswirtschaftslehre an der Universität Düsseldorf machte sich Jarzombek 1996 selbstständig und war bis 2017 Gesellschafter der IT-Service-Firma releon GmbH & Co. KG in Düsseldorf. Sein BWL-Studium beendete Jarzombek 1996 nach dem Vordiplom ohne Studienabschluss.
Jarzombek war Beiratsmitglied des Bundesverbandes Blockchain sowie Mitglied im Kuratorium der Stiftung Lesen.

## Politik

### Partei
Zwischen 1995 und 2001 war Jarzombek Kreisvorsitzender der Jungen Union in Düsseldorf. Von 2000 bis 2006 war er stellvertretender Landesvorsitzender der Jungen Union in Nordrhein-Westfalen. 1999 organisierte er den Oberbürgermeister-Wahlkampf von Joachim Erwin und wurde auch selbst im Wahlkreis Düsseldorf-Lierenfeld in den Rat der Stadt Düsseldorf gewählt, 2004 wurde er wiedergewählt. Aufgrund eines Ausschlusses von Doppelmandaten der CDU Düsseldorf legte er im Sommer 2005 das Ratsmandat nach erfolgreicher Kandidatur für den Landtag nieder.
2007 wurde Thomas Jarzombek auf dem Landesparteitag der CDU Nordrhein-Westfalen in Siegburg erstmals in den Landesvorstand gewählt, dem er seitdem angehört.
Am 31. Januar 2014 wurde Jarzombek zum Vorsitzenden des CDU-Kreisverbands Düsseldorf gewählt. Sein Gegenkandidat war der Düsseldorfer Landtagsabgeordnete Peter Preuß. Thomas Jarzombek gewann mit 65 Prozent der Stimmen. Er trat damit die Nachfolge von Klaus-Heiner Lehne an, der seit 2003 Vorsitzender der CDU Düsseldorf war. Jarzombek wurde im April 2017 als Vorsitzender der CDU Düsseldorf wiedergewählt, er setzte sich mit 82,5 Prozent der Stimmen gegen eine Mitbewerberin durch. Im April 2019 erreichte er bei seiner erneuten Wiederwahl als Kreisvorsitzender 83,76 % der Stimmen.
Thomas Jarzombek ist außerdem Mitglied im Vorstand der CDU Bergisches Land. Im November 2015 wurde er auf einem Bezirksparteitag zum stellvertretenden Vorsitzenden gewählt.
Auf dem digitalen Parteitag der CDU Deutschlands im Januar 2022 wurde Thomas Jarzombek als Beisitzer in den Bundesvorstand gewählt.

### Mitglied des Landtages
Im Mai 2005 wurde Jarzombek im Wahlkreis 42 (Düsseldorf Linksrheinisch und der Stadtbezirk 3/Bilk) direkt in den Landtag von Nordrhein-Westfalen gewählt. Zunächst war er Beauftragter der CDU-Fraktion für Neue Medien und folgte Anfang 2006 Hendrik Wüst als Sprecher der Jungen Gruppe. Seit Dezember 2007 war er zusätzlich medienpolitischer Sprecher der CDU-Landtagsfraktion.

### Mitglied des Bundestages
Jarzombek gewann 2009 als  Nachfolger von Hildegard Müller den Bundestagswahlkreis Düsseldorf I. In seiner ersten Legislaturperiode war er Mitglied im Bundestagsausschuss für Familie, Senioren, Frauen und Jugend und im Ausschuss für Verkehr, Bau und Stadtentwicklung sowie Mitglied in der Enquête-Kommission „Internet und digitale Gesellschaft“. Zusammen mit Peter Tauber war er 2012 Gründungsvorsitzender von Cnetz – Verein für Netzpolitik mit dem Ziel „einer bürgerlichen und verantwortungsvollen Netzpolitik, die einen fairen Ausgleich zwischen den unterschiedlichen Interessen in einer pluralistischen Gesellschaft auch im Netz schafft“.
Bei der Wahl zum 18. Deutschen Bundestag gewann er das Direktmandat im Wahlkreis 106 wieder direkt mit 47,9 % der Stimmen. Von 2014 bis 2018 war er Vorsitzender der Arbeitsgruppe Digitale Agenda der CDU/CSU-Bundestagsfraktion und gehörte damit dem Fraktionsvorstand an.
Bei der Bundestagswahl 2017 gewann er seinen Wahlkreis erneut, diesmal mit 40,4 %. Im 19. Deutschen Bundestag war er ordentliches Mitglied im Ausschuss für Verkehr und digitale Infrastruktur.
Vom 11. April 2018 bis Dezember 2021 war er Koordinator der Bundesregierung für Luft- und Raumfahrt. Nach dieser Ernennung gab er die Funktion des digitalpolitischen Sprechers und Vorsitzenden der AG Digitale Agenda der CDU/CSU-Bundestagsfraktion ab. Vom 31. Juli 2019 bis Dezember 2021 war er zudem Beauftragter des Bundeswirtschaftsministeriums für die Digitale Wirtschaft und Start-ups. Aus beiden Ämtern schied er aufgrund der Ernennung des Kabinetts Scholz aus.
Bei der Wahl zum 20. Deutschen Bundestag im Jahr 2021 konnte Jarzombek seinen Wahlkreis mit 31,1 % zum vierten Mal direkt gewinnen. Am 13. Dezember 2021 wurde Thomas Jarzombek zum Sprecher der CDU/CSU-Bundestagsfraktion im Ausschuss für Bildung, Forschung und Technikfolgenabschätzung gewählt. Damit ist er Mitglied im Vorstand der CDU/CSU-Bundestagsfraktion.

### Parlamentarischer Staatssekretär im Bundesministerium für Digitales und Staatsmodernisierung
Im Zuge der Bildung des Kabinetts Merz wurde er am 6. Mai 2025 zum Parlamentarischen Staatssekretär beim Bundesminister für Digitales und Staatsmodernisierung, Karsten Wildberger (CDU), ernannt. Laut eines vorläufigen Organigramms werden die in Aufbau befindlichen Abteilungen DS ("Deutschland-Stack"), DI ("Digitale Infrastrukturen") und DW ("Digitale Wirtschaft") in seinen Zuständigkeitsbereich fallen.

## Auszeichnungen
Im Rahmen der Initiative Wissenschaftsjahr 2014 Die Digitale Gesellschaft des Bundesministeriums für Bildung und Forschung und der Gesellschaft für Informatik wurde er mit der Auszeichnung Deutschlands Digitale Köpfe geehrt. Die Auszeichnung gilt jenen, die mit ihren Ideen und Projekten die digitale Entwicklung in Deutschland vorantreiben.